# Boris Kokorev
Boris Borisovitch Kokorev, né le 20 avril 1959 à Tbilissi (République socialiste soviétique de Géorgie) et mort le 22 octobre 2018 à Moscou (Russie), est un tireur sportif soviétique puis russe.

## Carrière
Boris Kokorev participe aux Jeux olympiques de 1996 à Atlanta et remporte la médaille d'or dans l'épreuve du pistolet 50 mètres .